# Classe Polnochny

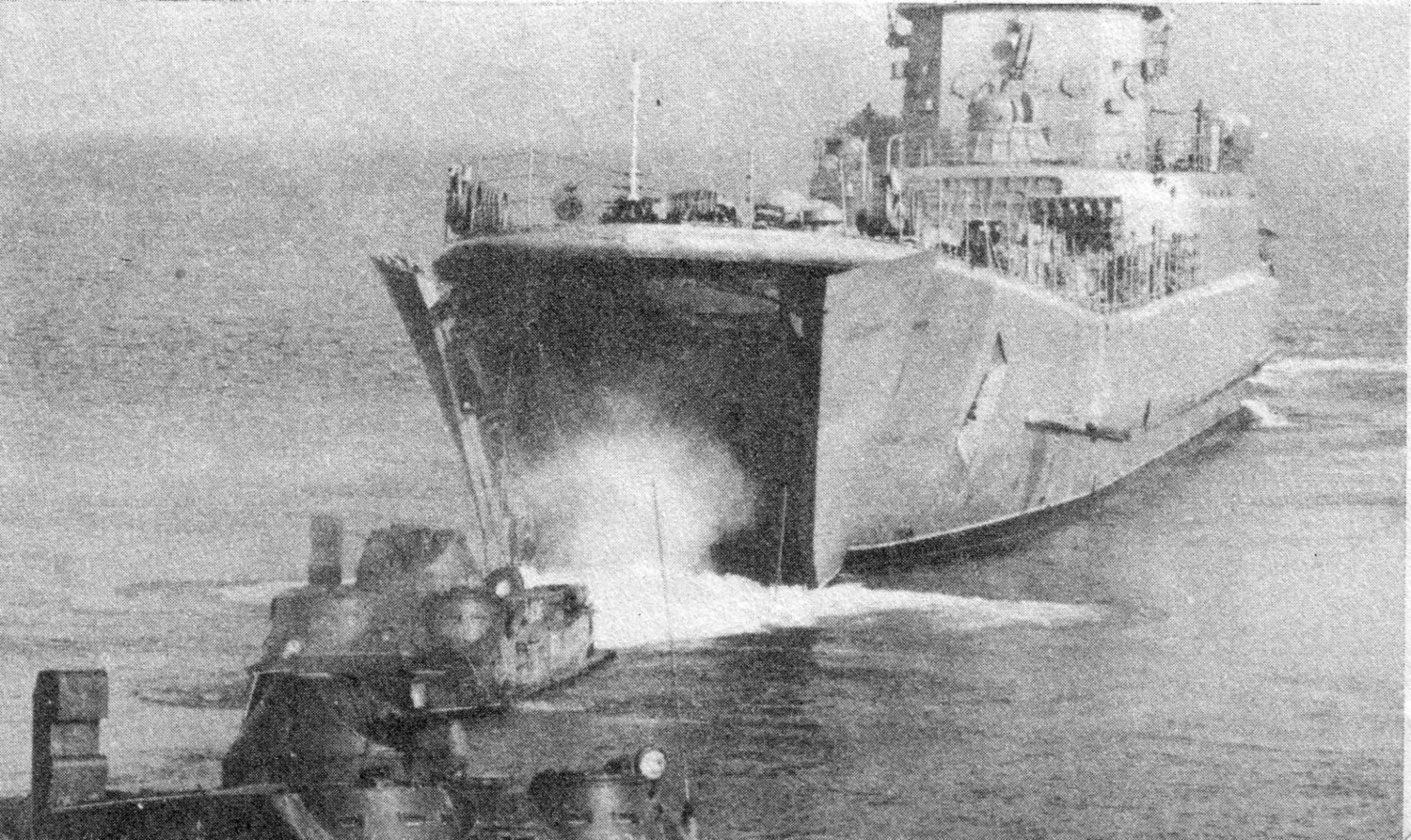
Débarquement de blindés en 1978 depuis un navire polonais.

La classe Polnochny ou classe Polnocny est une classe  de navires de débarquement-navires d'assaut amphibies de fabrication polonaise conçue en collaboration avec l'URSS.

## Description
Ce bâtiment de débarquement de chars a été construit entre 1967 et 2002 à 108 exemplaires et se trouve être encore opérationnel au sein d'un grand nombre de marines de guerre à travers le monde.
Sa longueur est de 73 mètres et il déplace 834 tonnes à pleine charge.
12 véhicules d'infanterie ou 4 chars lourds et 250 soldats d'infanterie.

## Utilisateurs

### Opérateurs en 2023
- Algérie
- Azerbaïdjan
- Syrie
- Vietnam

### Anciens Opérateurs
- Union Soviétique - transférés aux états successeurs
- Angola
- Bulgarie
- Cuba
- Égypte
- Éthiopie
- Inde
- Indonésie
- Irak
- Jamahiriya arabe libyenne populaire et socialiste
- Pologne
- Russie [1]
- Somalie
- Ukraine
- Yémen du Sud - transféré au Yémen lors de l'unification
- Yémen